# 長安區 (韓國)
長安區（：／ Jangan gu */?）大韩民国京畿道水原市西北部位置的一个区。1988年7月1日设立。

## 地理
位于水原市北部。西北边界与義王市接壤。北部与东部与龍仁市接壤，东南方是靈通區，南方是八達區，西南方是勸善區。
北部与龍仁市边境有高山光橋山。海拔582米是水原市最高峰。
水原地区大部分河流源头都在光橋山周边。河流自水原边界东面其他丘陵尤其是水原川，向南流过城市。到牙山湾流入黄海。

## 行政区划
下辖10个洞
- 芭長洞（파장동）
- 栗泉洞（율천동）
- 亭子1洞（정자1동）
- 亭子2洞（정자2동）
- 亭子3洞（정자3동）
- 迎華洞（영화동）
- 松竹洞（송죽동）
- 棗園1洞（조원1동）
- 棗園2洞（조원2동）
- 鍊武洞（연무동）

## 教育
有25个市立和19个私立幼儿园，20个市立小学，13个市立中学，九所市立和三所私立高中，1个学院，即東南保健大學和一所大学即成均馆大学自然科学校园。